# Шпільман

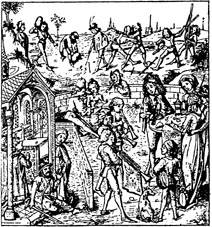
Середньовічна гравюра виступу шпільманів

Шпільман (нім. Spielmann, від spielen «грати» та Mann «чоловік») — мандрівний комедіант, співець, музикант у середньовічній Німеччині.
Назва утвердилася в другій половині XII століття. Спочатку були жебраками, але з XIV століття перейшли в розряд професійних міських музикантів, організованих у цехи і гільдії, які об'єднувалися під керівництвом «короля» або «графа» музикантів. Цехи зберігалися до XVIII століття.